# Steponas Jaugelis-Telega
Steponas Jaugelis-Telega (* um 1600 in Kėdainiai; † 1668 in Litauen) war ein litauischer Kulturschaffender und Bürgermeister von Kėdainiai.

## Leben
Telega beschäftigte sich mit Handel und besaß einige kleine Gutshöfe. Von 1628 bis 1642 war er Schatzmeister der Synode Kėdainiai der Evangelisch-Reformierten Kirche, von 1631 bis 1666 Bürgermeister von Kėdainiai, von 1648 an Rektor im Gymnasium Kėdainiai. Ab 1648 studierte er zudem Rechtswissenschaften an der  Albertus-Universität Königsberg.

## Bibliografie
- Knyga nobažnyslės krikščioniškos, 1653, Vilnius, 2004 m.

## Quelle
1. ↑  Dainora Pociūtė. Steponas Jaugelis-Telega. Visuotinė lietuvių enciklopedija, T. VIII (Imhof-Junusas). V.: Mokslo ir enciklopedijų leidybos institutas, 2005, 591 psl.

| Personendaten    | Personendaten                                |
| ---------------- | -------------------------------------------- |
| NAME             | Jaugelis-Telega, Steponas                    |
| KURZBESCHREIBUNG | litauischer Kulturaktivist und Bürgermeister |
| GEBURTSDATUM     | um 1600                                      |
| GEBURTSORT       | Kėdainiai                                    |
| STERBEDATUM      | 1668                                         |
| STERBEORT        | Litauen                                      |